# Basilica dei Santi Cosma e Damiano (Giurdignano)
La Basilica dei Santi Cosma e Damiano, conosciuta anche come "Centoporte" o "Sant'Arcangelo de Casulis", è una struttura medievale che apparteneva ai monaci basiliani. Si trova a Giurdignano (in provincia di Lecce), a circa 1,4 km dal centro del paese, lungo la strada che dalla piazza principale porta al menhir "Croce della Fausa" e prosegue fino alla SS 16 Maglie Otranto.

## Storia
Le opinioni sull'epoca di costruzione di questa basilica sono discordanti: alcuni studiosi la datano tra l'XI e il XII secolo, mentre altri ritengono che le sue origini siano molto più antiche (V - VI secolo). La basilica fu edificata come chiesa a tre navate con abside poligonale e nartece, intorno alla prima metà del VI secolo, utilizzando materiali lapidei di reimpiego. Trova confronti con diverse chiese tipiche dell'Impero d’Oriente, inclusa quella di San Giovanni di Studios a Istanbul, databile alla metà del V secolo.
L'edificio, mai completato, fu riutilizzato come nucleo di un complesso, probabilmente monastico, che si sviluppò dal VII secolo in poi. La navata centrale fu invasa da due edifici; uno probabilmente una cappella, inserita nella zona absidale, e l'altro forse un refettorio/dormitorio. Quasi tutte le aperture all'esterno della basilica furono chiuse, apparentemente per realizzare un piccolo monastero fortificato italo-greco. L'utilizzo di questo complesso monastico sembra continuare fino all'XI secolo, quando fu abbandonato e poi, successivamente, utilizzato come cava di materiali edili.

## Descrizione
Questo imponente edificio, lungo 31,84 m con vestibolo e abside, e largo 10,73 m], a pianta longitudinale, presentava internamente tre navate e, sul fondo della navata centrale, un'abside. All'ingresso della basilica era presente un vestibolo con un tetto a spiovente, costituito da una parte più alta, che copriva la navata centrale e da due più basse a copertura delle navate laterali. Le navate erano separate da una fila di colonne, come chiaramente evidenziato dalle immagini scattate prima della tromba d'aria del novembre 1961. Le pareti erano tutte intonacate e dipinte a fresco, seguendo lo stile del vicino Monastero di San Nicola di Casole.
La sua forma era basilicale con tre navate divise da dieci pilastri, senza croce, con un solo abside alla fine della navata centrale ed era preceduta da un vestibolo o pronao di forma rettangolare. Il presbiterio era collocato nella navata centrale davanti all'altare maggiore; e un muricciolo chiudeva il coro e gli amboni. La facciata terminava in alto a frontone e una finestra trifora illuminava la navata centrale mentre dodici finestre erano aperte nei muri laterali della stessa navata sopra gli archi sorretti dai pilastri. Il tetto era a spiovente coperto di tegole sorrette da travi in legno; le nav ate laterali avevano una sola falda. Dalla facciata sotto la finestra triforascendeva un'altra tettoia inclinata che copriva il vestibolo. Tre porte mettevano dal pronao nell'interno della basilica, una per ciascuna navata e tre finestre erano aperte nella parete semicilindrica dell'abside. Un'altra porta metteva in comunicazione la navata sinistra con una stanza che forse faceva parte del cenobio basiliano.

## Origine del nome "Centoporte" e curiosità
Il nome "Centoporte" deriva dal gran numero di aperture di cui la struttura era dotata, in parte ancora oggi visibili. Si racconta che nei pressi della basilica fu scoperto un tesoro con i proventi del quale venne costruita la Chiesa Madre di Giurdignano.